# Mona Baker
Mona Baker és una professora egípcia de traducció a la Universitat de Manchester (UMIST) a Anglaterra.
Baker també és directora de la revista The Translator i directora de l'editorial especialitzat St. Jerome Publishing. El seu web particular conté comentaris sobre el conflicte del Pròxim Orient i recerca en el camp de la traducció i els estudis interculturals.

## Trajectòria
Va estudiar a la Universitat Americana del Caire, on va obtenir la seva llicenciatura; més endavant va fer estudis en lingüística aplicada a la Universitat de Birmingham.
Es va doctorar a la Universitat de Manchester, en la qual ocupa actualment la càtedra d'Estudis de Traducció. S'ha ocupat de la traducció i el conflicte, les comunitats activistes, i també dels estudis traductològics basats en el corpus.
Fundadora de l'editorial St. Jerome Publishing i de la revista internacional The Translator.
És vicepresidenta de l'Associació Internacional de Traducció i Estudis Interculturals. També és sòcia honorària d'AIPTI. Dins l'esmentada institució, el setembre del 2010 va donar una xerrada sobre «Ètica en el currículum del traductor i intèrpret».

## Obres
- Editora de Critical Concepts: Translation Studies (Londres i Nova York: Routledge, 2009).
- Editora de Critical Readings in Translation Studies (Londres i Nova York: Routledge, 2009).
- Editora, amb Gabriela Saldanha, de Routledge Encyclopedia of Translation Studies (Londres i Nova York: Routledge, 2008).
- In Other Words: A Coursebook on Translation (primera edició, 1992, Routledge; pròxima edició revisada i ampliada, 2010).

## Mona Baker i l'Orient Mitjà
Baker és una signatària de la carta oberta de 2002 al boicot a les institucions israelianes. Va ser molt criticada i va crear una gran controvèrsia quan va acomiadar dos acadèmics israelians, la Dra. Miriam Shlesinger de la Universitat de Bar-Ilan i el catedràtic Gideon Toury de la Universitat de Tel-Aviv, Israel, del Consell de Redacció de les seves revistes The Translator i Translation Studies Abstracts, per la seva afiliació a les institucions israelianes. Judith Butler va suggerir que Baker havia recorregut a «estereotips antisemítics establerts», Baker va publicar la resposta a Butler a la revista britànica London Review of Books. Segons el catedràtic Jon Pike, «la política de Mona Baker és, en efecte, antisemítica: no vol tenir contacte amb cap individu que estigui afiliat a les institucions israelianes, i aquestes persones són majoritàriament jueves. Mona Baker pensa que aquestes actuacions són apropiades i, quan la critiquen, es queixa amargament de la premsa jueva.»
Les actuacions de Baker van ser durament criticades pel catedràtic Stephen Greenblatt, un acadèmic de la Universitat Harvard i el president de l'Associació de Llengües Modernes dels Estats Units, que va definir els acomiadaments com a «repel·lents», «perillosos» i «sense cap ètica». El Primer Ministre britànic Tony Blair també va criticar les actuacions de Baker, i va declarar que «faria tot allò que fos necessari» per aturar el boicot acadèmic als acadèmics israelians.
El se web particular té seccions sobre el boicot de les institucions acadèmiques israelianes, sobre les universitats d'Israel i Palestina, opinions generals sobre el Pròxim Orient i crides al boicot de productes i serveis israelians.
En una entrevista a The Daily Telegraph, Baker va declarar que era víctima d'una «gran màquina d'intimidació» que intenta silenciar la crítica d'Israel i que considera que «els nord-americans són els pitjors» però va afegir «maleïda sigui si em deixo intimidar». A la mateixa entrevista, Baker va criticar durament les polítiques israelianes, dient que: «Israel ha anat més enllà de només els crims de guerra. És horrible el que està passant allà. A molts ens agradaria parlar-ne com una mena d'holocaust del qual el món finalment es despertarà, massa tard, és clar, tal com va passar l'última vegada.»